# Zdzisław Salaburski

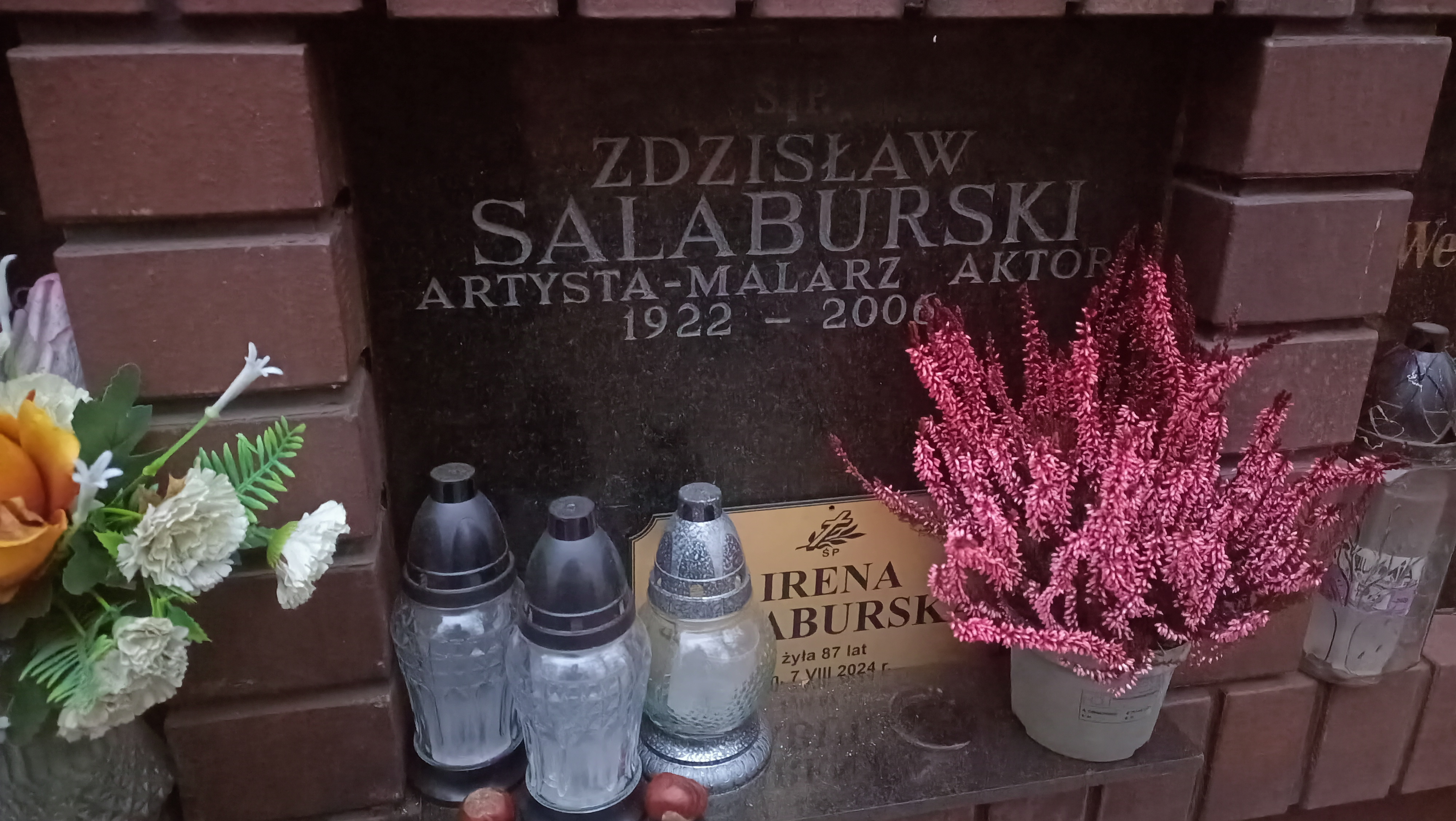
Nisza urnowa Zdzisława Salaburskiego w nowym kolumbarium na cmentarzu Powązkowskim w Warszawie

Zdzisław Salaburski (ur. 3 lipca 1922 w Częstochowie, zm. 13 lipca 2006 w Warszawie) – polski aktor teatralny i filmowy, reżyser teatralny oraz malarz.

## Życiorys
Maturę zdał w 1939 roku w Częstochowie. W latach II wojny światowej pobierał lekcje malarstwa i rysunku u Zdzisława Kałędkiewicza oraz uczęszczał do krakowskiej Staatliche Kunstgewerbeschule, gdzie uczył się malarstwa pod kierunkiem Fryderyka Pautscha.

Po zakończeniu walk pojął pracę jako scenograf w Teatrze Miejskim w Częstochowie, gdzie również debiutował jako aktor. W 1946 roku zdał eksternistyczny egzamin aktorski ZASP. W kolejnych latach występował w Toruniu (Teatr Ziemi Pomorskiej), Łodzi (Teatr Wojska Polskiego, 1947), Poznaniu (Teatr Polski, Teatr Nowy, 1948-1955), Krakowie (Stary Teatr im. Heleny Modrzejewskiej, 1956) oraz Warszawie (Teatr Narodowy, Teatr Ludowy, 1957-1961). W 1961 roku porzucił aktorstwo sceniczne, by poświęcić się malarstwu. Sporadycznie, jako reżyser teatralny, współpracował z amatorskim teatrem w Zakopanem.

Występował również w  Teatrze Polskiego Radia gdzie w latach 1952-1999 wziął udział w ponad 380 audycjach oraz Teatrze Telewizji, gdzie zagrał w 16 spektaklach (1958-1978, m.in. w Teatrze Sensacji "Kobra"). Zajmował się dubbingiem, współpracując z warszawskim Studiem Opracowań Filmów i udzielając swojego głosu w 20 produkcjach (1965-1976).
Jako malarz debiutował w 1945 roku na wystawie Związku Polskich Artystów Plastyków w Częstochowie. Od 1957 roku był członkiem okręgu ZPAP w Warszawie. Należał do "Grupy 55", skupionej wokół Galerii Sztuki Nowoczesnej "Krzywe Koło". Tworzył kompozycje abstrakcyjne, utrzymane w stylu taszyzmu i sztuki informel, cechujące się wyrafinowanym kolorytem, dynamiką formy i plastycznością materii. Jego pracy były wystawiane w kraju oraz zagranicą (m.in. w Kopenhadze, Düsseldorfie, Utrechcie, Sztokholmie, Wiedniu, Toronto oraz Nowym Jorku).
Został pochowany na Cmentarzu Powązkowskim w Warszawie.

## Filmografia
- Barbara i Jan (1964) - urzędnik Totalizatora Sportowego (odc. 2)
- Powrót doktora von Kniprode (1965) - oberscharführer Franz (cz. 1)
- Podziemny front (1965) - dwie role:
  - gestapowiec Franz (odc. 3, 4, 5, 7)
  - wartownik na poczcie (odc. 3)
- Stawka większa niż życie (1968) - partyzant
- Kolumbowie (1970) - oficer niemiecki zatrzymujący ciężarówkę (odc. 1)
- Odejścia, powroty (1972) - członek oddziału rosyjskiego (odc. 2)
- Polizeiruf 110 (1973) - odc.  "Alarm am See"
- Ile jest życia (1974) - myśliwy z Austrii (odc. 6)
- Sprawa Gorgonowej (1977) - dziennikarz
- Polskie drogi (1977) - gestapowiec przesłuchujący Fabiankiewicza